# NGC 2822
NGC 2822 è una galassia nella costellazione della Carena.
La sua osservazione è resa molto difficile dalla presenza della brillante stella β Carinae, Miaplacidus, dalla quale è separata di soli 5'. Dubbi resistono pure sia sulla sua distanza, sia sulla vera natura della galassia, presumibilmente una spirale lenticolare. Occorrono dei telescopi di notevole potenza, nonostante la sua magnitudine apparente sia 10,8, a causa del grande alone luminoso che Miaplacidus proietta in questa parte di cielo.